# Pouso Alto
Pouso Alto là một đô thị thuộc bang Minas Gerais, Brasil. Đô thị này có diện tích 261,211 km², dân số năm 2007 là 6359 người, mật độ 27,8 người/km².